# Babanagar, Bijapur
Babanagar là một làng thuộc tehsil Bijapur, huyện Bijapur, bang Karnataka, Ấn Độ.